# Metagyndes
Metagyndes es un género de arácnido  del orden Opiliones de la familia Gonyleptidae.

## Especies
Las especies de este género son:
- Metagyndes chilensis
- Metagyndes innata
- Metagyndes intermedia
- Metagyndes laeviscutata
- Metagyndes longispina
- Metagyndes martensii
- Metagyndes pulchella
- Metagyndes trifidus